# Pascal Léandri
Pascal Léandri (* 26. September 1974) ist ein französischer Sportfunktionär sowie ehemaliger Handballtrainer und Handballspieler.

## Karriere
Pascal Léandri spielte in seiner Laufbahn bis auf ein Jahr, als er an Dunkerque HBGL ausgeliehen war, für US Ivry HB. Mit diesem Verein gewann der 1,75 m große Rechtsaußen 1997 und 2007 die französische Meisterschaft sowie 1996 die Coupe de France.
In der französischen A-Nationalmannschaft debütierte der Linkshänder im Jahr 1997. Bis 1998 bestritt er 23 Länderspiele. Bei der Europameisterschaft 1998 blieb er in drei Spielen ohne Torerfolg und belegte mit Frankreich den siebten Platz.
Nach seinem Karriereende wurde Léandri Trainer bei Ivry. Nachdem die Mannschaft nach der Saison 2013/14 erstmals in die zweite Liga abgestiegen war, wechselte er vom Trainerposten auf den des Geschäftsführers.